# Domenico Passerini
Domenico Passerini (Parma, 30 ottobre 1723 – Parma, 20 febbraio 1788) è stato un pittore italiano.
Frequentò l'Accademia di Belle Arti di Parma, della quale fu anche direttore.
Tra le sue opere sono da segnalare una Adorazione del Bambino con Sant'Eurosia, Antonio e Giuseppe, eseguita per la chiesa di Sant'Andrea e ora presso la Galleria Nazionale di Parma. Un Ritratto di fanciulla nel sovrapporta della saletta della musica di Palazzo Sanvitale, e la pala d'altare le Anime purganti e i Santi Biagio, Apollonia, Licia e Agata nella chiesa di Bianconese.
Nel Teatro Farnese dipinse un medaglione a olio. Di alcuni suoi ritratti rimangono copie a incisione. Nella chiesa di San Pietro a Vigatto il Passerini subentrò a Filippo Gabbi nell'eseguire uno stendardo con i Santi Pietro e Paolo, che non poté finire prima della morte. Fu poi terminato da Pietro Rubini.